# Gleason
Gleason és una població dels Estats Units a l'estat de Tennessee. Segons el cens del 2000 tenia 1.463 habitants.

## Demografia
Segons el cens del 2000, Gleason tenia 1.463 habitants, 599 habitatges, i 431 famílies. La densitat de població era de 247,7 habitants/km².
Dels 599 habitatges en un 36,2% hi vivien nens de menys de 18 anys, en un 54,3% hi vivien parelles casades, en un 12,4% dones solteres, i en un 27,9% no eren unitats familiars. En el 25,4% dels habitatges hi vivien persones soles l'11,9% de les quals corresponia a persones de 65 anys o més que vivien soles. El nombre mitjà de persones vivint en cada habitatge era de 2,44 i el nombre mitjà de persones que vivien en cada família era de 2,89.
Per edats la població es repartia de la següent manera: un 27,5% tenia menys de 18 anys, un 7,3% entre 18 i 24, un 28,2% entre 25 i 44, un 22,9% de 45 a 60 i un 14,1% 65 anys o més.
L'edat mediana era de 35 anys. Per cada 100 dones de 18 o més anys hi havia 86,6 homes.
La renda mediana per habitatge era de 29.597 $ i la renda mediana per família de 35.000 $. Els homes tenien una renda mediana de 26.397 $ mentre que les dones 19.643 $. La renda per capita de la població era de 13.747 $. Entorn del 13,6% de les famílies i el 15% de la població estaven per davall del llindar de pobresa.

## Poblacions més properes
El següent diagrama mostra les poblacions més properes.